# Werner Betz
Werner Betz (ur. 11 stycznia 1953 w Bad Cannstatt) – niemiecki kolarz torowy i szosowy, trzykrotny medalista torowych mistrzostw świata.

## Kariera
Pierwszy sukces w karierze Werner Betz osiągnął w 1973 roku, kiedy zdobył brązowy medal w madisonie podczas  mistrzostw kraju amatorów. Na mistrzostwach świata w Bassano w 1985 roku Betz zajął trzecie miejsce w wyścigu ze startu zatrzymanego zawodowców - wyprzedzili go tylko Włoch Bruno Vicino oraz Danny Clark z Australii. Dwa lata później, podczas mistrzostw świata w Wiedniu powtórzył ten wynik, tym razem plasując się za Szwajcarem Maxem Hürzelerem i Dannym Clarkiem. Na tych samych mistrzostwach wywalczył również swój trzeci brązowy medal, po tym jak zajął trzecie miejsce w derny. W wyścigu tym uległ jedynie Belg Constant Tourné i ponownie Danny Clark. Werner łącznie dwunastokrotnie zdobywał medale torowych mistrzostw RFN, w tym cztery złote: w madisonie w 1977 roku oraz w wyścigu ze startu zatrzymanego w latach 1982, 1984 i 1985. Startował także w wyścigach szosowych, jednak głównie na arenie krajowej. Nigdy nie brał udziału w igrzyskach olimpijskich.